# UTC+04:00

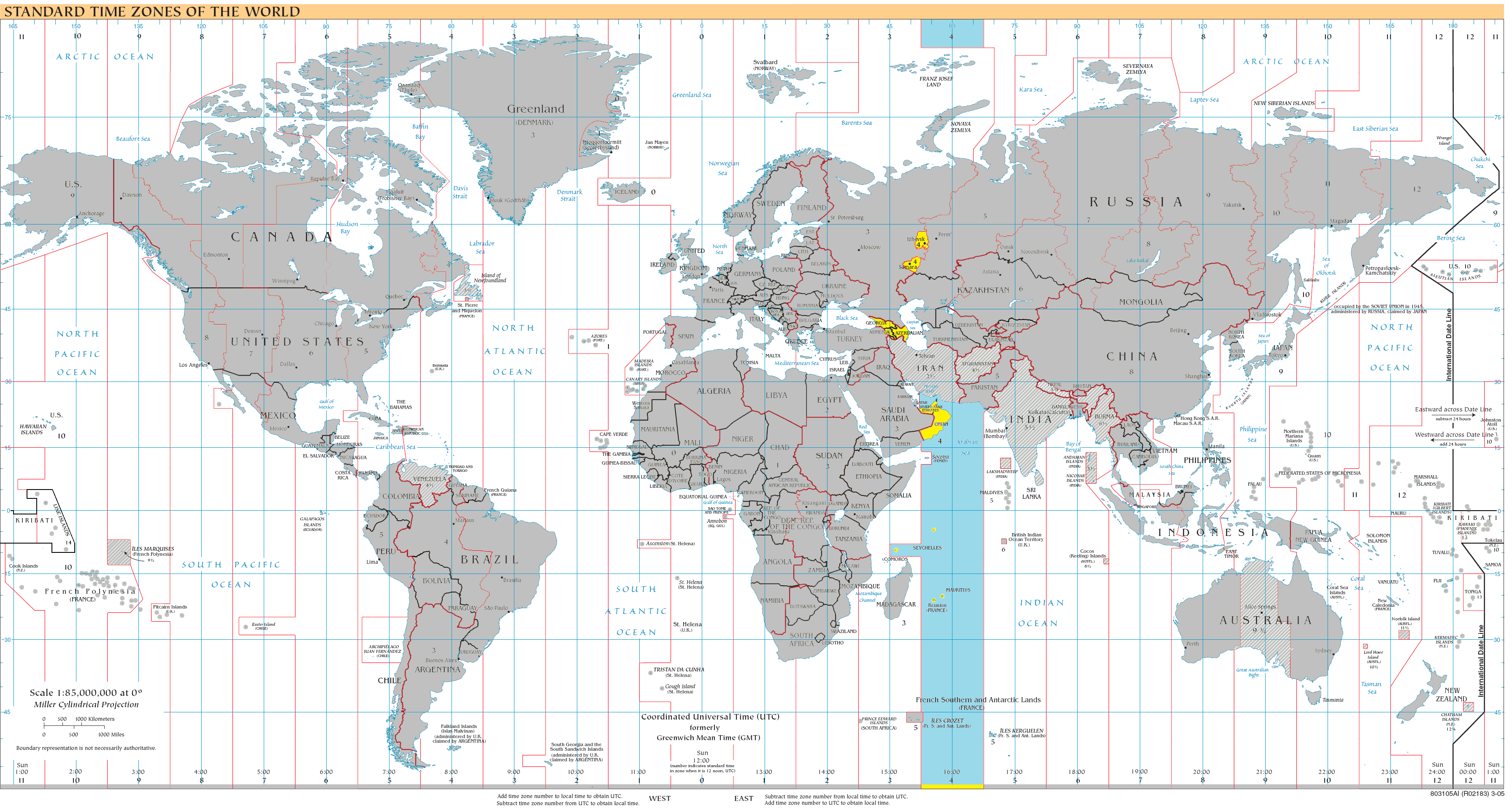
Mapa de UTC+04:00

UTC+04:00 es el vigésimo huso horario del planeta cuya ubicación geográfica se encuentra en el meridiano 60 este. Aquellos países que se rigen por este huso horario se encuentran 4 horas por delante del meridiano de Greenwich.

## Hemisferio norte

### Países que se rigen por UTC+04:00 todo el año
| Abreviatura | Nombre Completo                                  | País                                             |
| ----------- | ------------------------------------------------ | ------------------------------------------------ |
| AMT         | Hora de Armenia (Armenia Time)                   | Armenia                                          |
| AZT         | Hora de Azerbaiyán (Azerbaijan Time)             | Azerbaiyán                                       |
| GET         | Hora Estándar de Georgia (Georgia Standard Time) | Georgia                                          |
| GST         | Hora Estándar del Golfo (Gulf Standard Time)     | Emiratos Árabes Unidos Omán                      |
| SAMT        | Hora de Samara (Samara Time)                     | Rusia - Óblast de Samara - República de Udmurtia |

## Hemisferio sur

### Países que se rigen por UTC+04:00 todo el año
| Abreviatura | Nombre Completo                      | País              |
| ----------- | ------------------------------------ | ----------------- |
| MUT         | Hora de Mauricio (Mauritius Time)    | Mauricio          |
| RET         | Hora de Reunión (Reunion Time)       | Francia - Reunión |
| SCT         | Hora de Seychelles (Seychelles Time) | Seychelles        |